# 1999年至2000年香港甲組足球聯賽
1999–2000年香港甲組足球聯賽（英語：Hong Kong First Division Football League），是第 88 屆香港甲組足球聯賽，本屆聯賽共有 8 隊參賽球隊，首循環冠軍是愉園，次循環冠軍是南華。而總冠軍是南華隊，他們第 36 次贏得港甲冠軍。

## 外部連結
1. 香港足球總會官網（页面存档备份，存于）
2. 香港甲組足球聯賽 歷屆冠軍（页面存档备份，存于）